# Rzeka miłości, koncert w Buffo ’96
Rzeka miłości, koncert w Buffo ’96 – wydana nakładem wydawnictwa Music Corner płyta, będąca zapisem akustycznego koncertu polskiego zespołu Tilt, nagranego jesienią 1996 roku w stołecznym Teatrze Buffo. Transmisję koncertu przeprowadziła TVP Polonia oraz radio RMF FM. Album doczekał się reedycji w 2000 roku.

## Lista utworów
Źródło:.
1. „Szare koszmary” – 2:25
2. „Jeszcze będzie przepięknie” – 3:30
3. „Ludzie umierają” – 5:12
4. „Czuję się źle” – 3:30
5. „Moje serce pełne ciebie” – 3:18
6. „Runął już ostatni mur” – 3:10
7. „Boski wiatr” – 5:10
8. „Wiatr wieje nareszcie” – 4:48
9. „Wyżej niż na szczycie” – 5:19
10. „To co czujesz, to co wiesz” – 5:34
11. „Jak gdyby nigdy nic” – 4:17
12. „Nie pytaj mnie” – 5:06
13. „Mówię ci, że” – 4:27
14. „Rzeka miłości, morze radości, ocean szczęścia” – 5:14

## Twórcy
Źródło:.
- Tomasz Lipiński – wokal, gitara
- Franz Dreadhunter – gitara basowa

gościnnie
- Artur Hajdasz – perkusja
- Magda Steczkowska – wokal
- Jacek Królik – gitara
- Adam Niedzielan – instrumenty klawiszowe
- David Saucedo Valle – instrumenty perkusyjne
- Leszek Szczerba – saksofon